# 山辺村 (千葉県)
山辺村（やまべむら）は、千葉県山武郡（山辺郡）にかつて存在した村である。
現在の大網白里市の西部にあたる。もともと旧郡名に由来する広域地名であり、大網駅の設置により大網町の中心部と一体化しているため、地域名として使われる以外は、ほとんどその名をとどめていない。

## 沿革
- 1889年（明治22年）4月1日 - 町村制施行に伴い、金谷郷村、餅木村、大竹村、池田村、南玉村が合併して山辺郡山辺村が発足。
- 1897年（明治30年）4月1日 - 山辺郡、武射郡が統合されて山武郡となる。
- 1951年（昭和26年）4月1日 - 大網町・瑞穂村と合併し、改めて大網町を新設。同日山辺村廃止。

## 交通

### 鉄道
- 国鉄（現JR東日本）
  - 房総東線（現外房線） - 大網駅

大網駅は1972年（昭和47年）に移転しているため、現在とは位置が異なる。現在の駅も旧村域に所在する。

### 道路
- 大網街道